# Train of Thought (пісня Шер)
«Train Of Thought» — другий сингл американської співачки та акторки Шер з її альбому «Dark Lady» 1974 року. 

## Історія
Сингл з піснею досяг 27-го місця у чарті Billboard Hot 100 та 9-го місця у чарті Adult Contemporary. AllMusic ретроспективно описав цю пісню як «сирий і рухомий рок». У 1976 році кавер на цю пісню виконав американський співак, автор пісень та музикант Джин Пітні.

## Тижневі чарти
| Чарт (1974)                                        | Позиція |
| -------------------------------------------------- | ------- |
| Австралія (Australian Singles (Kent Music Report)) | 84      |
| Канада (Canadian Singles Chart)                    | 18      |
| Ізраїль (Israeli Singles Chart)                    | 3       |
| Квебек (Quebec (ADISQ))                            | 15      |
| США (US Billboard Hot 100))                        | 27      |
| США (US Adult Contemporary)                        | 9       |
| США (US Cash Box Top 100)                          | 18      |